# 찌에우 왕조
찌에우 왕조(베트남어: Nhà Triệu / 家趙)는 베트남 사학가들이 주장하는 베트남 역사의 한 왕조이다. 베트남 사학가들은 찌에우다(조타)가 진나라 말 한나라 초에 영남 지역에 세운 정권을 베트남 역사의 한 부분으로 간주한다. 통치자 찌에우다의 성이 찌에우(趙)였으므로 베트남 역사에서 통치자의 성을 따서 왕조의 명칭을 붙이는 관례를 따라 이 왕조 역시 '찌에우 왕조'라고 지칭하였다.
기원전 207년, 찌에우다가 남해군(南海郡)의 태수(太守)가 되었는데, 이는 베트남 사학계에 따르면 찌에우 왕조가 세워진 연도가 된다. 이어 찌에우다는 진나라가 말기에 큰 혼란이 벌어진 틈을 타 영남 지역에서 할거하였고, 기원전 204년에 스스로 남월왕(南越王)이라고 칭하고 남월국(南越國)을 세웠다. 기원전 111년, 한 무제가 병사를 보내 남월국을 멸망시켰는데, 전통적인 베트남 사학계의 관점에 따르면 이 해는 찌에우 왕조가 종결된 해이며 이때부터 베트남은 제1차 중국의 베트남 지배 시기에 진입하게 되었다고 한다.
중국에서는 남월국이 중국인에 의해 세워져 지방에서 할거한 정권으로 간주되고 있으며, 베트남인들이 제시한 '찌에우 왕조'라는 표현을 인정하지 않는다. 또한 찌에우 왕조가 베트남 역사상 정통 왕조인지 아닌지는 베트남 사학계에도 논쟁의 대상이며, 이는 찌에우 왕조 정통성 문제로 비화되었다.

## 베트남 역사상 찌에우 왕조의 영토에 대한 주장
쩐 왕조 시기에 완성된 《대월사기(大越史記)》는 찌에우 왕조를 베트남의 왕조로 분류한 현존하는 가장 이른 베트남의 관찬 사서로, 남월국의 여러 왕의 본기(本紀)를 「조기(趙紀)」로 칭하고 있다. 레반흐우는 해당 책에서 "찌에우 무제(趙武帝)는 능히 우리 월(越)을 개척하였으며, 그 나라에서 황제가 된 이래로... 우리 월을 위하여 제왕의 기업을 창시하였다."라고 평가함으로써 찌에우 왕조의 흥망이 베트남의 국통(國統)과 시시각각 상관이 있다는 자신의 의견을 밝혔다. 동시기의 《월사략》에도 역시 「조기(趙紀)」가 존재한다. 《안남지략(安南志略)》은 찌에우 왕조의 역사를 「조씨세가(趙氏世家)」로 분류하였는데, 딘 왕조, 전 레 왕조, 리 왕조, 쩐 왕조의 「정씨세가(丁氏世家)」, 「여씨세가(黎氏世家)」, 「이씨세가(李氏世家)」, 「진씨세가(陳氏世家)」와 함께 베트남 역대 왕조로 분류한 것이다.
이후 후 레 왕조의 응오시리엔은 《대월사기전서》를 편수할 때 역시 찌에우 왕조를 「조씨기(趙氏紀)」로 분류하였다. 응오시리엔은 "조씨(趙氏)가 한번 그 나라를 지키지 못함으로써 나라는 망하고 국통은 끊어졌다."라고 평가하여 레반흐우와 관점이 같음을 보여주고 있다.
찌에우 왕조의 영토는 베트남인들에게 옛 강역을 장기적으로 상실한 것으로 간주되어 왔다. 청나라가 입관한 뒤 명나라의 잔여세력은 중국의 남쪽 지역을 지키면서 청나라의 침공에 대항하였다. 1646년, 중국의 정국이 더욱 불온해지자 광서(廣西) 지역 변경의 토사(土司)들이 후 레 왕조, 막 왕조의 보호를 구하였다. 용주(龍州)의 토사 조유경(趙有涇)이 그의 족형(族兄) 조유도(趙有濤)에게 살해되자 조유경의 아들 조유계(趙有啓)는 후 레 왕조에 도움을 구했다. 당시 정권을 잡고 있던 찐 주의 찐짱은 즉시 병사를 내어 북벌하여 조유도 및 그의 가속을 사로잡아 돌아온 뒤 '화목(和睦)으로써 깨우치고, 본주(本州)로 돌려보냈다.'고 한다. 같은 해 여름, 남명의 융무제가 청나라에게 사로잡히자 영력제는 광동(廣東) 조경(肇慶)에서 즉위하였다. 찐짱은 병사를 보내 광동을 병탄할 것을 계획하였다. 1647년 여름, 찐짱은 전선 3백 척을 바로 염주부(廉州府)로 파견하였으나, 청나라가 방비를 하고 있음을 보고 철군하였다.
떠이선 왕조 시기에 이르러 응우옌후에는 청나라의 침공을 격퇴한 뒤 비록 청나라에 화평을 구하는 동시에 청나라의 번속(藩屬)이 되겠다고 했으나, 청나라에 보복할 것을 도모하였다. 응우옌후에는 적극적으로 징병하고 사졸을 훈련시켰고, 또한 화남해적을 초유하고 찬조하여 그들로 하여금 베트남 연해에 거점을 설립하도록 해주는 동시에 끊임없이 중국 화남(華南) 연해 일대에서 소요를 일으키도록 했다. 그리고 광서(廣西)의 천지회(天地會)의 봉기를 지지하였다. 이에 대해 미국의 학자 다이앤 H. 머레이(Dian H. Murray)는 응우옌후에는 화남 지역을 정복하여 역사상에 존재한 백월왕국(百越王國)의 회복을 희망했다고 고증하였다.
응우옌후에는 거대한 전선을 건조하여 베트남이 전투 시에 사용하는 큰 코끼리를 광주(廣州)로 운반하고자 하였다. 1792년, 응우옌후에는 때가 무르익었다고 생각해 응우옌찌에우비엔(阮招遠)을 청나라로 파견해 화친을 요청하는 동시에 청나라가 양광(兩廣)의 땅을 할양할 것을 요구하면서 이를 명분으로 전쟁의 실마리를 잡고자 했다. 그러나 오래지 않아 갑자기 병이 나서 사망하여 사신단이 청나라에 도달하지 못하고 돌아왔고, 이로 인해 청나라는 그 사안에 대해 알지 못했다.
응우옌 왕조 시기에 이르러 베트남인들은 여전히 찌에우 왕조가 통치했던 양광 지역이 베트남 역사상 상실한 옛 강역이라고 간주하였다. 《대남실록(大南實錄)》의 기록에 의하면 민망 5년(1824년) 겨울 11월, 승천부(承天府)의 안로(安魯) 사람 응우옌쑤언쩐(阮春振)이 민망 황제의 가마를 막고 상서하여 병사를 거느리고 양광의 땅으로 나아가 취할 것을 요청하였다. 민망 황제는 그 상서문을 불태우고 응우옌쑤언쩐을 승천부로 보내 1개월 동안 칼을 씌워 대중에게 보이도록 한 뒤 석방하라고 명령하였다. 동시에 민망 황제는 광망히 임금에게 고하는 것을 불허하며, 따르지 않을 경우 율에 따라 죄를 다스리겠다는 조서를 내렸다.
이와 동시에 여전히 조정 측에서는 찌에우 왕조를 베트남 역사의 일부분이라고 간주하였다. 《흠정월사통감강목(欽定越史通鑑綱目)》에는 뜨득 황제가 해당 책을 어람한 뒤 주필로 비평하기를 "전후의 일을 총체적으로 바라보면 우리 월(越)의 땅이 중국에 떨어진 것이 이미 태반이나 된다. 안타깝게도 역대의 명군과 양신이 또한 세상에 드러나지 않은 자가 많아 끝내 촌토를 회복할 수 없었으니 크게 한스러운 일이다. 뿐만 아니라 지금도 우리의 것으로 회복하는 것이 어려우니, 슬프다!"라고 하였다. 이는 응우옌 왕조 시기의 조정의 논점이 여전히 양광의 땅을 베트남 역사상 찌에우 왕조의 옛 강역으로 보고 있다는 것을 설명해준다. 20세기 초에 이르러 쩐쫑낌은 《월남사략(越南史略)》을 집필할 때 남월국을 찌에우 왕조로 지칭하였고, 찌에우 왕조가 멸망한 뒤 바로 중국의 지배 시기를 맞았다고 하였다.

## 같이 보기
- 안즈엉브엉
- 어우락
- 백월
- 동선 문화
- 전한 무제
- 한나라의 남월 정복
- 남월
- 조타 (남월)

## 참고 문헌
- 孫宏年 (2006). 《《清代中越宗藩關係研究》》. 哈爾濱: 黑龍江教育出版社. ISBN 7-5316-4358-8.
- ［美］穆黛安（Dian H. Murray） (1997). 《Pirates of the South China Coast: 1790~1810》 [《華南海盜 一七九〇—一八一〇》]. 번역 劉平. 北京: 中國社會科學出版社. ISBN 7-5004-2089-7.
- 陳仲金 (1992). 《Việt Nam sử lược》 [《越南通史》（原文書名：《越南史略》）]. 번역 戴可來. 北京: 商務印書館. ISBN 7-100-00454-3.